# Liste neuseeländischer Eisenbahnverkehrsunternehmen
Diese Liste neuseeländischer Eisenbahnverkehrsunternehmen zählt in alphabetischer Reihenfolge Eisenbahnverkehrsunternehmen in Neuseeland auf, die öffentlichen Personenverkehr anbieten. Es handelt sich meist um Anbieter von Museumsverkehr. Die Eisenbahnverkehrsunternehmen sind überwiegend in der Federation of Rail Organisations of New Zealand Inc. organisiert.

## Liste
| Name                                         | Betriebsart                                                                              | Geografische Lage                                    | Anmerkung |
| -------------------------------------------- | ---------------------------------------------------------------------------------------- | ---------------------------------------------------- | --- |
| Ashburton Railway Preservation Railway       | Museumseisenbahn                                                                         | Ashburton                                            | Siehe: hier |
| Bay of Islands Vintage Railway               | Museumseisenbahn                                                                         | Kawakawa–Taumarere, Verlängerung nach Opua in Arbeit | Teil der ehemaligen Bahnstrecke Auckland–Opua, Kapspur; die Bahn befährt in Kawakawa die Hauptstraße mittig; siehe: hier |
| Blenheim Riverside Railway                   | Touristeneisenbahn                                                                       | Blenheim                                             | 11 km, 610-mm-Spur, siehe: hier |
| Bush Tramway Club                            | Feldbahn                                                                                 | Rotowaro                                             | Siehe: hier |
| Canterbury Steam Preservation Society        | Feldbahn                                                                                 | Umland Christchurch                                  | Siehe: hier |
| Christchurch Tramway Ltd.                    | Straßenbahn                                                                              | Christchurch                                         | Siehe: hier – aufgrund der Erdbebenschäden derzeit kein Fahrbetrieb |
| Diesel Traction Group                        | Unterhält historische Diesellokomotiven                                                  | Christchurch                                         | Fährt im Netz der New Zealand Railways; siehe: hier |
| Driving Creek Railway                        | Berg- und Parkeisenbahn                                                                  | Coromandel                                           | Eine der steilsten Adhäsionsbahnen der Welt (ca. 7 %), 5 Spitzkehren; 381-mm-Spur (15 Inch) |
| Ferrymead Railway                            | Museumseisenbahnen                                                                       | Christchurch                                         | 2 km Strecke, Eisenbahn- und Straßenbahnbetrieb, Träger: Canterbury Railway Society und The Tramway Historical Society Inc., siehe: hier und hier. Sowie 610-mm-Spur Feldbahn, Träger: Ferrymead 2 Foot Railway Society Inc., siehe: hier |
| Fielding and District Steam Rail Society Inc | Museumseisenbahn                                                                         | Fielding                                             | Siehe: hier |
| Gisborne City Vintage Railway Inc.           | Historische Diesellokomotive                                                             | Gisborne                                             | Fährt im Netz der New Zealand Railways; siehe: hier |
| Glenbrook Vintage Railway                    | Museumseisenbahn                                                                         | Glenbrook–Waiuku                                     | 15 km Strecke; siehe: hier |
| Goldfields Railway Waihi                     | Museumseisenbahn                                                                         | Waihi–Waikino                                        | 6,5 km Strecke, siehe: hier |
| Heritage Tramways Trust                      |                                                                                          |                                                      | |
| Kingston Flyer                               | Museumseisenbahn                                                                         | Kingston                                             | Endstück einer ehemaligen Strecke der neuseeländischen Eisenbahn; siehe: hier |
| Mainline Steam Trust                         | Museumseisenbahn                                                                         | Standorte in Auckland, Wellington, Christchurch      | Fährt im Netz der New Zealand Railways; siehe: hier |
| Museum of Transport and Technology (MOTAT)   | Museumseisenbahn (Western Springs Railway), Museumsstraßenbahn (Western Springs Tramway) | Auckland                                             | Siehe: hier |
| Nelson Railway Society                       | Museumseisenbahn                                                                         | Founders Historic Park, Nelson                       | Siehe: hier |
| New Zealand Railways                         | Staatsbahn                                                                               | Landesweit                                           | Siehe: hier |
| New Zealand Railway and Locomotive Society   |                                                                                          |                                                      | |
| Oamaru Steam and Railway Society             | Museumseisenbahn                                                                         | Oamaru                                               | ca. 2 km Strecke auf der ehemaligen Hafenbahn von Omaru, siehe: hier |
| Ocean Beach Railway                          | Museumseisenbahn                                                                         | Dunedin                                              | Älteste Museumseisenbahn Neuseelands, siehe: hier |
| Pahiatua Railcar Society                     | Museumseisenbahn                                                                         | Pahiatua                                             | Siehe: hier |
| Palmerston North Esplanade Scenic Railway    | Parkeisenbahn                                                                            | Palmerston North                                     | 2,3 km Strecke in 260-mm-Spur (Maßstab 1:4 für Kapspur) |
| Plains Railway                               | Museumseisenbahn                                                                         | Tinwald Domain, Ashburton                            | |
| Pleasant Point Museum and Railway            | Museumseisenbahn                                                                         | Timaru                                               | U.a.: Dieseltriebwagen auf einem Ford Modell T aufgebaut |
| Rail Cruising                                | Touristeneisenbahn                                                                       | Rotorua                                              | Nutzt die stillgelegte Zweigstrecke nach Rotorua für Fahrten mit Elektro-Draisinen. Siehe: hier |
| Rail Heritage Trust                          |                                                                                          |                                                      | |
| Rain Forest Express                          | Touristeneisenbahn                                                                       | Auckland                                             | Betreiber: Watercare Services; siehe: hier |
| Rotorua Ngongotaha Rail Trust                | Parkeisenbahn                                                                            | Rotorua                                              | |
| Silver Stream Railway                        | Museumseisenbahn                                                                         | Wellington, Upper Hutt                               | Siehe: hier |
| Steam Incorporated                           | Touristeneisenbahn                                                                       | Paekakariki                                          | Befährt das Netz der New Zealand Railways, siehe: hier |
| Taieri Gorge Railway                         | Touristeneisenbahn                                                                       | Dunedin                                              | 77 km, davon 13 km der Main South Line und 64 km auf eigener Strecke, Teil der im Übrigen stillgelegten Otago Central Railway. |
| Te Aroha Mountain Railway                    | Bergbahn                                                                                 | Te Aroha                                             | |
| Victoria Battery Tramway and Museum Waikino  | Industrie- und Museumseisenbahn                                                          | Waikino                                              | 1,2 km Strecke; 61-mm-Spurweite |
| Waitakere Tramline Society                   | Feldbahn                                                                                 | Waitakere City                                       | 610-mm-Spurweite, siehe: hier |
| Waitara Railway Preservation Society         | Touristeneisenbahn                                                                       | Waitara                                              | Frühere Waitara Branchline, siehe: hier |
| Weka Pass Railway                            | Museumseisenbahn                                                                         | Waipara                                              | 12,6 km Strecke, Kapspur |
| Wellington Cable Car                         | Bergbahn                                                                                 | Wellington                                           | Siehe: hier |
| Wellington Tramway Museum                    | Museumsstraßenbahn                                                                       | Wellington                                           | Siehe: hier |
| West Coast Historical and Mechanical Society | Museum Shantytown                                                                        | 10 km südlich von Greymouth                          | Siehe: hier |
| Whangaparoa Narrow-Gauge Railway             | Touristeneisenbahn                                                                       | nördlich von Auckland                                | 381-mm-Spur, siehe: hier |
| Whangarai Steam and Model Railway Club       | Feldbahn                                                                                 | Whangarai                                            | Siehe: hier |